# 泰庫奇

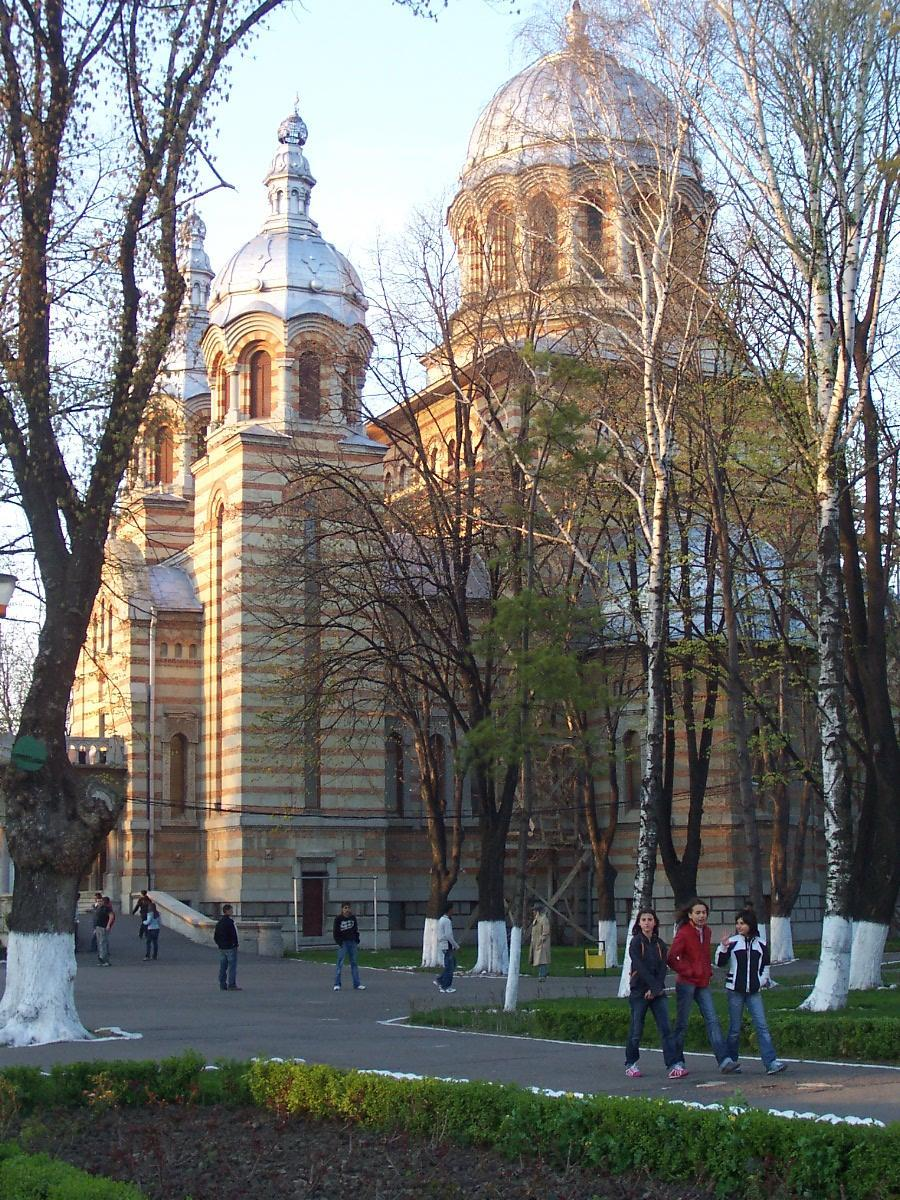

泰庫奇是羅馬尼亞的城市，位於該國東部伯爾拉德河畔，距離首府加拉茨78公里，由加拉茨縣負責管轄，面積86.76平方公里，海拔高度50米，2009年人口42,468。

## 外部連結
- InfoTecuci.ro -  （页面存档备份，存于）